# Афрологія

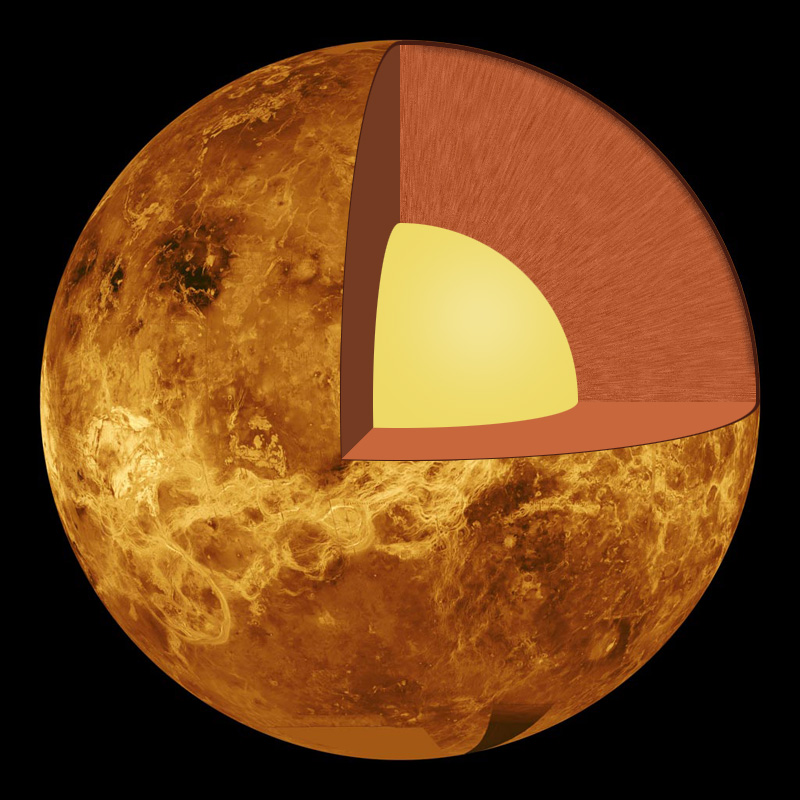
Внутрішня будова Венери

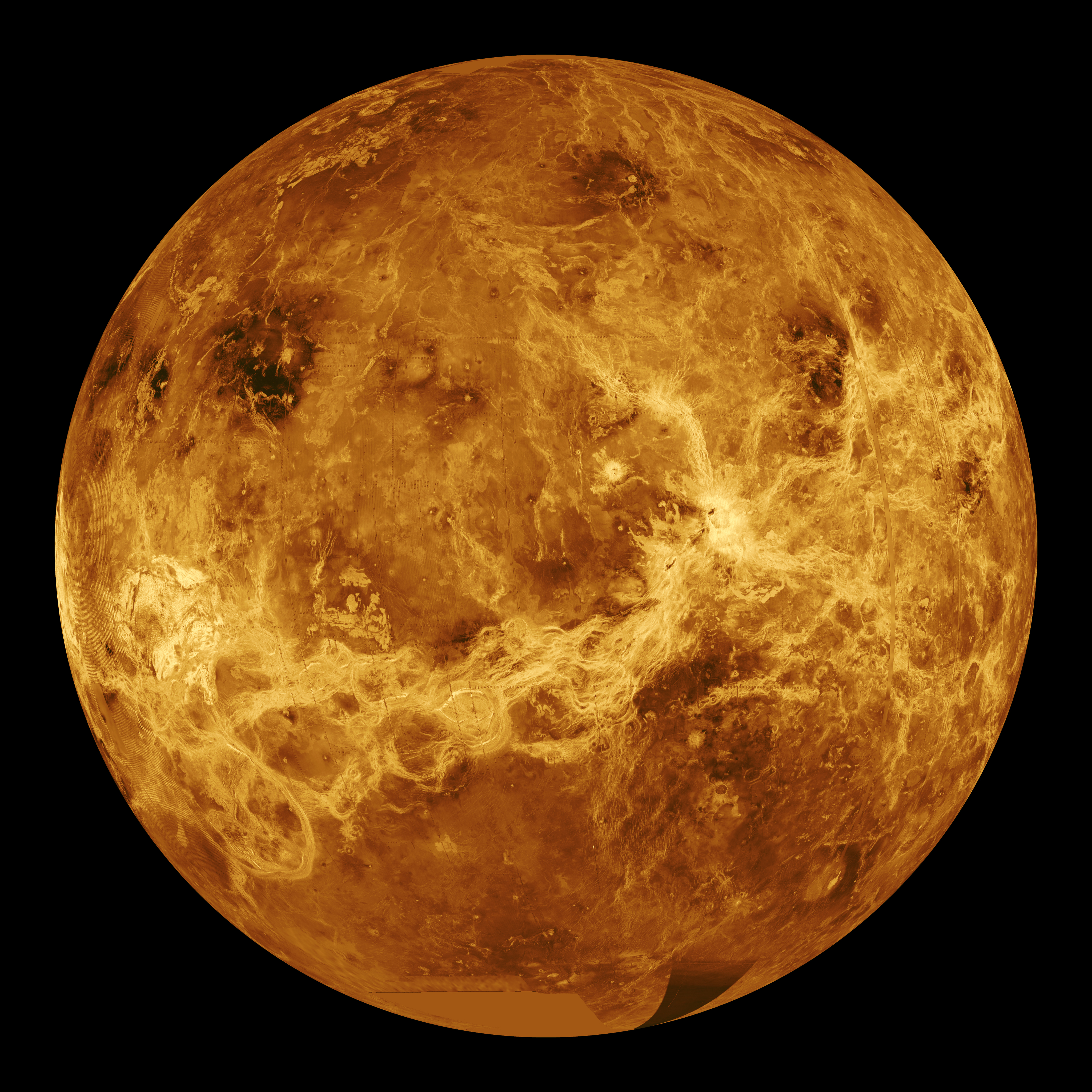
Радарне зображення поверхні Венери з центром, розташованим на 180° сх. д.

Афроло́гія[усталений термін?] — розділ планетології, що вивчає структуру і внутрішню будову Венери. Оскільки поверхня цієї планети повністю закрита хмарами і недоступна для спостережень в оптичному діапазоні, сучасні знання про геологічні структури на поверхні, уявлення про їхнє походження, еволюцію та відповідну підповерхневу будову кори базується на радарних знімках. На базі альтиметричних і апертурних вимірювань радянських АМС «Венера-15» і «Венера-16» 1984 року було отримано загальне уявлення про геоморфологію планети; найповніший обсяг даних про поверхню був отриманий з допомогою АМС NASA «Магеллан», яка працювала на орбіті з серпня 1990 року по вересень 1994 року і з допомогою свого радара картографувала 98 % поверхні Венери (22 % з них — у тривимірних знімках).
Поверхня Венери має ознаки минулого активного базальтового вулканізму з щитовими і композитними вулканами, що схожі на земні, але на формування яких впливали щільна масивна атмосфера та приповерхнева температура близько 475 °С. У порівнянні з Місяцем, Марсом чи Меркурієм, на поверхні Венери практично немає невеликих ударних кратерів, що пояснюється захисною дією щільної товстої атмосфери. Середніх і великих кратерів також менше, ніж на Місяці та Меркурії, що пояснюється молодістю поверхні. Серед незвичних деталей рельєфу є такі:
- вінці — вінкоподібні екструзивні деталі поверхні;
- тессери — великі області з сильно деформованим та порізаним тріщинами ландшафтом;
- арахноїди — області, що зовні нагадують павутину.

На поверхні також є застиглі потоки лави, ознаки атмосферної ерозії та сейсмічної активності.
Разом з тим, 15 березня 2023 року в науковому журналі Science вчені-планетологи зі США Роберт Р. Геррік (Robert R. Herrick) та Скот Хенслі (Scott Hensley) опублікували результати дослідження відповідно до якого вони вперше отримали прямі свідчення активного вулканізму на Венері. Порівнюючи архівні радарні дані місії «Магеллан», вони помітили вулканічні потоки від жерла вулкана площею 2,2 кілометра квадратних. Ствердження про те, що Венера й досі "жива", ґрунтується на змінах у жерлі біля одного з найбільших вулканів планети під назвою Маат Монс. Вчені знайшли прямі докази нещодавньої вулканічної активності та вважають, що такі виверження відбуваються щонайменше кілька разів на рік, чим відіграють важливу роль у формуванні молодої поверхні планети. Тепер вчені намагаються знайти інші активні вулкани, адже наразі досліджено лише 1,5 % планети по відзнятих матеріалах. Ймовірно більше інформації можна буде отримати після того, як наступні космічні місії до Венери на початку наступного десятиріччя, а саме DAVINCI, VERITAS та EnVision, передадуть інформацію.

## Дослідження поверхні до АМС «Магеллан»
Венера стала другим після Місяця небесним тілом, поверхня якого вивчалася з допомогою радарів із Землі. Перші спостереження виконувалися 1961 року в обсерваторії NASA Голдстоун. В ході кількох наступних нижніх сполучень Венера спостерігалася в Голдстоуні та в обсерваторії Аресібо, що до 1963 року дозволило отримати такі дані:
- виявити факт ретроградного обертання планети навколо власної осі та визначити його період, рівний 243,1 діб;
- виявити майже перпендикулярне положення осі обертання планети відносно площини її орбіти;
- виміряти точний радіус Венери (6052 км).

Радіус планети за радарними спостереженнями виявився приблизно на 70 км меншим, ніж за оптичними, що пояснюється наявністю у Венери хмарного покриву, прозорого для радіохвиль. Також ранні радіолокаційні спостереження вказували на те, що на поверхні Венери більше скельних порід і менше пилу, ніж на поверхні Місяця. Вже на перших радарних зображеннях були виявлені яскраві області, що отримали назву Альфа, Бета і Максвелл.
В період з 1970 по 1985 роки відбулося значне вдосконалення радіолокаційних методів, що дозволило отримувати зображення поверхні з роздільністю 1—2 км.
З початком ери космічних польотів Венера стала однією з цілей досліджень з допомогою спускних апаратів. Стартове вікно для польоту до планети повторюється через кожні 19 місяців і з 1962 року по 1985 рік протягом кожного з цих придатних для старту проміжків часу до планети запускалися дослідницькі автоматичні міжпланетні станції.
1962 року АМС «Марінер-2» пролетіла біля Венери, ставши першим апаратом, що відвідав іншу планету. 1965 року «Венера-3» стала першим апаратом, що досягнув іншої планети. 1967 року «Венера-4» стала першим апаратом, що передав дані про властивості атмосфери Венери. Того ж року «Марінер-5» виміряв магнітне поле планети. 1970 року «Венера-7» стала першим апаратом, що здійснив повністю вдалу посадку на поверхню. 1974 року «Марінер-10» здійснив проліт біля планети на своєму шляху до Меркурія, сфотографувавши в ультрафіолетовому діапазоні хмари, що дозволило виявити надзвичайно сильні вітри на великій висоті. 1975 року АМС «Венера-9» передала перші зображення з поверхні в оптичному діапазоні та виконала спостереження навколишніх скель в гамма-діапазоні. «Венера-10» того ж року повторила ці спостереження в іншому місці посадки. 1978 року «Піонер-Венера-1» вийшов на орбіту навколо планети і виконав альтиметричні та гравіметричні вимірювання, закартувавши поверхню від 63° пд. ш. до 78° пн. ш. Цього ж року «Піонер-Венера-2» уточнив дані про властивості атмосфери, зокрема виміряв співвідношення ізотопів аргон-36 і аргон-38 (один із посадкових модулів станції пропрацював на поверхні близько години). 1982 року «Венера-13» передала перші кольорові зображення з поверхні Венери (також було виконано рентгенівський аналіз зразків ґрунту), — посадковий модуль пропрацював на поверхні 127 хв). Того ж року посадковий модуль «Венери-14» виконав вимірювання сейсмоактивності та виявив ознаки її наявності.
1983 року АМС «Венера-15» і «Венера-16» отримали детальніші радарні зображення поверхні та з допомогою встановленого висотоміра виконали вимірювання значної частини північної півкулі планети. Ці станції були першими, що використовували для вивчення Венери радар із синтезованою апертурою та отримали зображення поверхні з роздільністю 1—2 км. Альтиметричні вимірювання, які були в чотири рази точнішими від даних з АМС «Піонер-Венера», забезпечили даними про текстуру та рельєф поверхні, які в той час було неможливо отримати з допомогою сканування з Землі. Обидва апарата розташовувалися на витягнутих полярних орбітах, записуючи вимірювання протягом 16 хв від полюса до 30-го градуса північної широти, решта часу на орбіті з періодом 24 години використовувалася для передачі отриманих 8 МБ даних на Землю. За час роботи апаратів (з 11 листопада 1983 по 10 липня 1984 року) власне обертання планети 1,48°/добу дозволило просканувати всю північну полярну область. Отримувані дані оброблялися в Інституті радіотехніки та електроніки, що дозволило отримати загальні уявлення про геоморфологію планети. Багато деталей рельєфу, що раніше вважалися результатами зіткнень з астероїдами, були ідентифіковані як незвичні вулканічні структури. Одним із результатів роботи АМС «Венера-15» і «Венера-16» було відкриття нових деталей рельєфу, для назв яких були прийняті родові терміни «вінець» (кільцеві структури розміром від 150 до 600 км) і «тессера» (структури із хребтів та долин, що чергуються між собою, і на знімках нагадують паркет). Було відкрито кільцеві структури, оточені радіальними грядами. Вони були названі арахноїдами, оскільки нагадують на вигляд павука. Ознак наявності тектоніки плит виявлено не було. Пізніше це було підтверджено даними, зібраними АМС «Магеллан». Мала кількість ударних кратерів дозволила встановити, що сучасна поверхня планети була сформована порівняно недавно.
1985 року в рамках радянської програми «Вега» на поверхні планети передбачалася робота двох посадкових модулів АМС «Вега-1» і «Вега-2». Перший модуль не зміг виконати програму досліджень на поверхні через його ненавмисну передчасну активацію, а посадковий модуль АМС «Вега-2» пропрацював на поверхні 56 хв.

## Програма досліджень АМС «Магеллан»

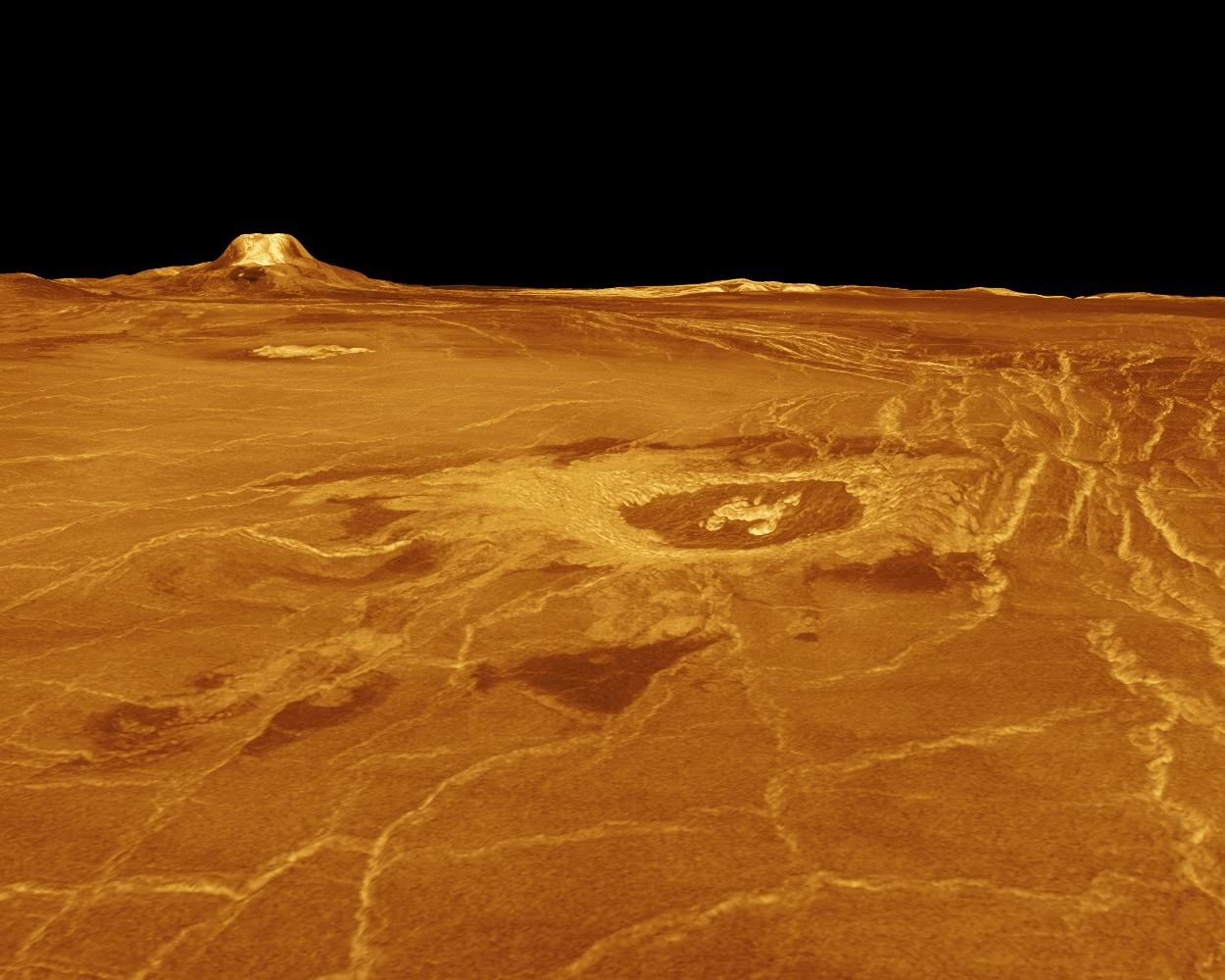
Тривимірне зображення області Ейстли на основі даних радара АМС «Магеллан»

АМС була запущена з борту човника в рамках польоту Атлантіс STS-30 4 травня 1989 року і 10 серпня 1990 року вийшла на орбіту навколо Венери. Активна робота апарата біля планети тривала понад чотири роки, що дозволило, використовуючи апертурний радар на АМС, виконати три цикли програми спостереження більшої частини поверхні. Оскільки спостереження в ході кожного циклу виконувалися під різними кутами, для частини поверхні були отримані зображення в різних ракурсах, що дозволяє побудову для них тривимірних зображень (стереозображень).
Програма зйомок почалася 16 серпня 1990 року і закінчена 11 жовтня 1994 року. За добу АМС робила 7,3 обертів навколо планети, роблячи знімок шириною 17—28 км і довжиною 70 000 км, що дозволило до кінця роботи зняти 98 % поверхні планети, 22 % з них — у різних ракурсах.

## Топографія
Поверхня Венери має відносно невеликі перепади висот. За даними АМС «Піонер-Венера» було встановлено, що різниця висот між найвищою та найнижчою точкою планети становить близько 13 км, тоді як для Землі це значення становить близько 20 км. За даними, отриманими цими АМС, близько 51 % поверхні Венери розташовується в інтервалі висот ±500 м від середнього радіуса планети (6052 км). Лише 2 % поверхні відхиляється від цієї середньої величини більше ніж на 2 км. Висотомір АМС «Магеллан» підтвердив у цілому рівнинний характер поверхні, показав, що її 80 % не відхиляється більше ніж на кілометр від середнього радіуса планети. Найзначнішими височинами є плато Лакшмі з горами Максвелла висотою 11 км, Акни висотою 7 км і Фреї також висотою 7 км. Незважаючи на відносно невеликий перепад висот, за даними альтиметрії виявлені великі нахилені рівнини. Так на південний захід від гір Максвелла нахил деяких ділянок досягає 45°. Нахил місцевості зареєстровано також в районі гір Дану і в області Феміди. Близько 75 % поверхні є скелями, не покритими осадовими породами.

### Височини
Височинами вважаються 10 % поверхні з висотами понад двох кілометрів над середньою відстанню від центра Венери. Найбільш значимі з них — землі Афродіти, Іштар і Лади, а також області Бета, Феби і Феміди. Області Альфа, Белл і Ейстли є менш значимими групами височин.

### Рівнини
Рівнини займають близько 50 % поверхні та розташовуються на висотах 0—2 км відносно середнього радіуса планети.

### Низовини
Решта поверхні називається низовинами і переважно розташовується нижче висоти, прийнятої за нульову. Дані радара вказують на те, що вони, в межах сантиметрової точності, є рівною поверхнею і заповнені матеріалом, який винесений ерозійними процесами з височин.

## Ударні кратери

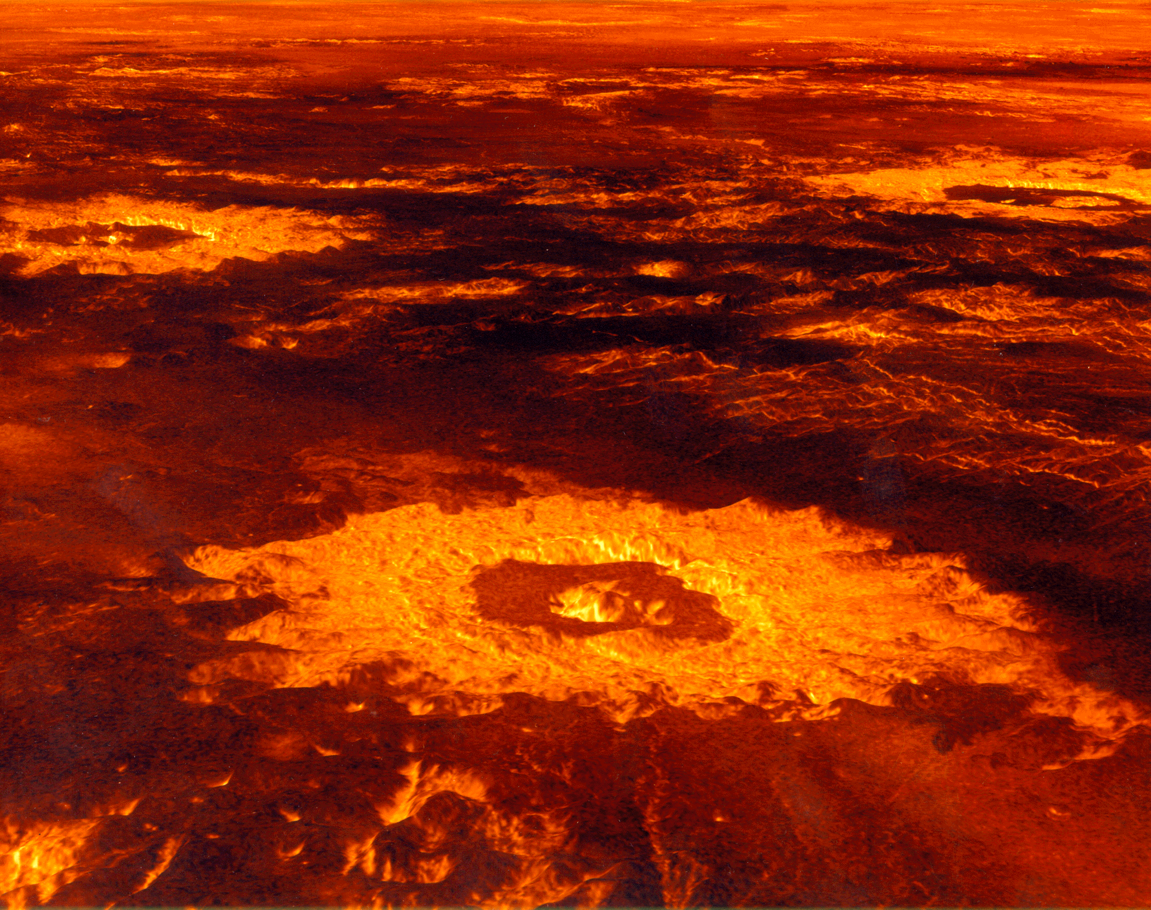
Кратер Данилова

Наземні спостереження з допомогою радарів дозволили визначити деякі топографічні характеристики, пов'язані з ударними кратерами[уточнити]. Спостереження орбітальних апаратів АМС «Венера-15» і «Венера-16» дозволили ідентифікувати 150 кратерів, а спостереження АМС «Магеллан» — 900.

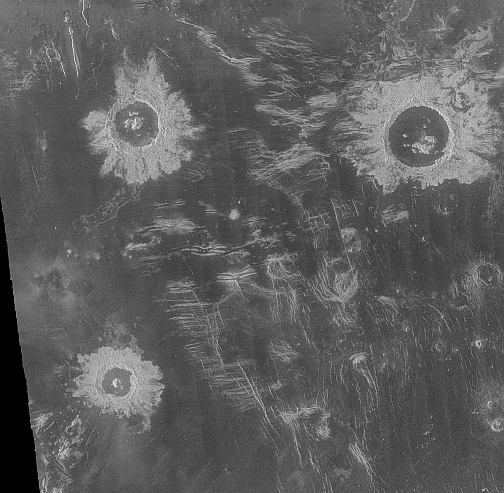
Кратери Данилова, Аглаоніка (Aglaonice) та Саск'я (Saskja)

У порівнянні з Меркурієм, Місяцем та схожими небесними тілами без атмосфери, на Венері дуже мало кратерів, що частково пояснюється захисною дією атмосфери. Кратерів діаметром менше 2 км на Венері немає, а діаметром до 30 км — відносно мало. Невеликі кратери мають неправильну форму і розташовані групами, що свідчить про руйнування небесних тіл, що падали у щільній атмосфері планети. Більших кратерів на Венері також менше, ніж на інших відносно великих тілах Сонячної системи. Великі кратери не мають слідів пізнішою вулканічної активності; це вказує на те, що подія, яка їх породила, відбулася після завершення фази активного вулканізму на планеті. Згідно з даними радарної зйомки, їхня поверхня не була згладжена ерозією і не була заповнена принесеними осадовими породами. Випадковий розподіл кратерів по поверхні — без областей з їх щільнішим розташуванням — є свідченням того, що поверхня всієї планети має однаковий вік.
Мала кількість кратерів у порівнянні з Місяцем чи Меркурієм, з одного боку, не дозволяє оцінити вік частин ландшафту Венери та всієї її поверхні на основі підрахунку кратерів, з іншого боку, вказує на те, що вона утворилася відносно недавно після події, яка або цілком зруйнувала верхні шари старої кори планети, або цілком заховала їх під новими відкладами. Таким чином, Венера є єдиною планетою земної групи у Сонячній системі, яка пережила подібну подію в свої сучасній історії.

## Вулканізм

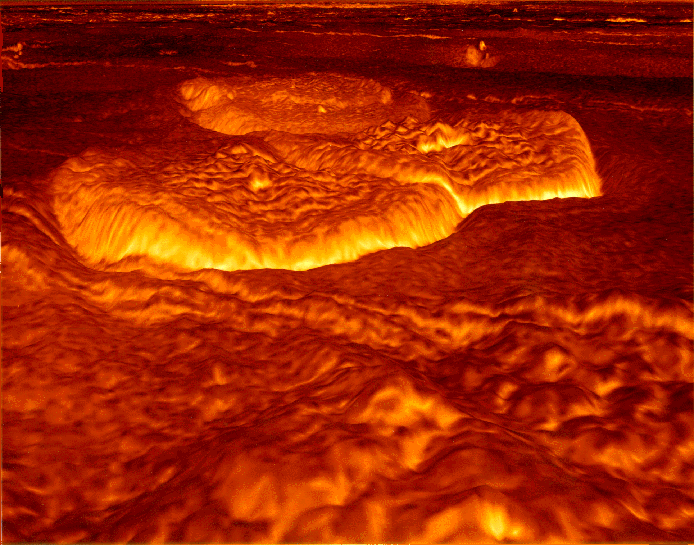
Згенероване комп'ютером зображення вулканічних плосковершинних куполів (pancake dome) в області Альфа на Венері

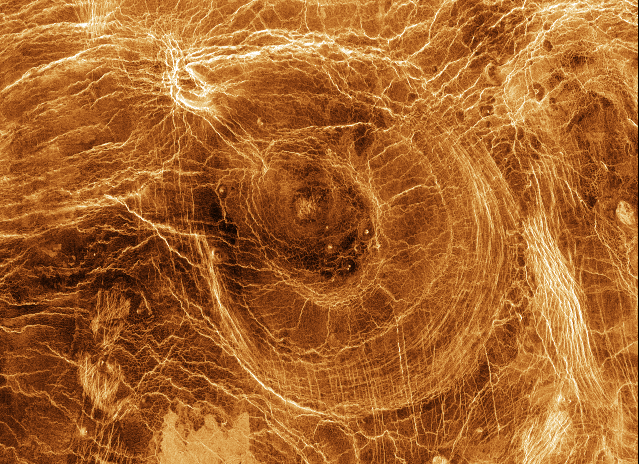
Арахноїд на поверхні Венери

Сучасна поверхня Венери сформована переважно вулканічними процесами. За характером відкладення вулканічних осадів розрізняють «вулканізм центрального типу» з чітко визначеним центром активності та площинний вулканізм трапового типу. Оскільки на планеті не виявлено тектоніки плит і, відповідно, немає зон субдукції, всі вулкани «централізованого типу» на планеті є — у строгому смислі цього терміну — щитовими вулканами. До стратовулканів належать вулкани, що нагадують за зовнішнім виглядом аналогічні структури на Землі. Молодші потоки лави на радіолокаційних знімках виглядають, зазвичай, яскравішими областями через меншу ерозію їх матеріалу у порівнянні з навколишнім ландшафтом.
Близько 80 % поверхні планети займають рівнини, сформовані лавовими потоками, серед яких розташовуються біля сотні великих стратовулканів, багато менших вулканів і структури, що називаються вінцями. Останні є великими круглими утвореннями діаметром 100—300 км, які здіймаються над навколишньою місцевістю на декілька сотень метрів і, ймовірно, утворилися в результаті застигання магматичного матеріалу після того, як частина лави розтеклася по околицях, сформувавши таким чином структуру, подібну на вінок. Вулканів діаметром менше 20 км на поверхні дуже багато (їх загальна кількість може вимірюватися сотнями тисяч). Деякі з них мають пологу, шарувату структуру, що нагадує пиріг, і досягають 15 км в діаметрі. За своїм походженням вони, ймовірно, аналогічні до земних щитових вулканів. Вони часто групуються в районі вінців, і були сформовані лавою з високою в'язкістю, яка вивергалася у щільній атмосфері планети. На відміну від земних щитових вулканів, висота яких від основи досягає 10 км, висота їхніх аналогів на Венері не перевищує 1,5 км.
До інших вулканічних структур належать так звані «нови» — радіальні сітки дайкових утворень на місці колишніх базальтових потоків і з можливою кальдерою в центрі; а також арахноїди — концентричні овальні структури, оточені сіткою утворень, аналогічних до спостережуваних у «нова».

### Лавові потоки та канали

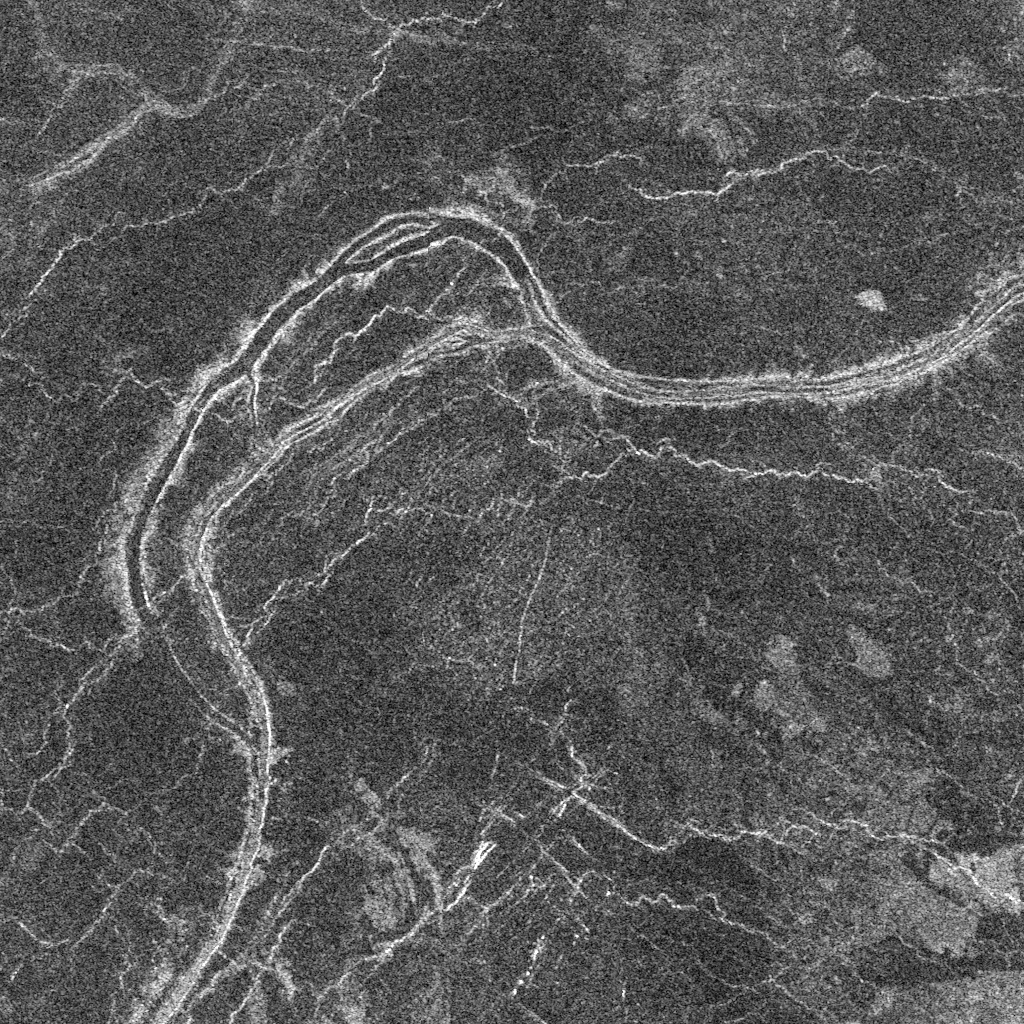
Розгалужений лавовий канал шириною два кілометра біля рівнини Седни.

Лавові потоки на Венері значно більші від своїх сучасних земних аналогів і досягають сотень кілометрів у довжину та десятків кілометрів у ширину. Ще невідома причина, яка призвела до утворення таких великих лавових полів у минулому, але саме в результаті вивержень базальтових лав з низькою в'язкістю на планеті утворилися широкі рівнини. Лавові поля, зазвичай, асоційовані з центрами активності чи з централізованим вулканізмом, але також із тріщинними вулканами, вінцями та з кластерами вулканічних куполів, конусів і каналів. На основі даних АМС «Магеллан» було виявлено близько 200 лавових каналів і систем долин, які поділяються на прості, розгалужені та стратокомплекси. Прості канали є єдиним довгим лавовим каналом без значних відгалужень довжиною до 7000 км (Baltis Vallis), розгалужені канали мають багато відгалужень, які часто повертаються в головний канал, стратокомплекси сформовані кількома виверженнями і можуть поєднувати в собі риси простих і розгалужених каналів. Розміри окремих лавових трубок повинні досягати десятків метрів у ширину і кількох сотень кілометрів у довжину. Поширення магматичного матеріалу на такі великі відстані пояснюється його високою температурою, низькою в'язкістю та високою температурою атмосфери, яка сповільнювала процес застигання лави.

## Тектонічна активність
Незважаючи на те, що Венера не має тектонічної активності як такої, на поверхні планети є багато структур, які зазвичай асоціюються з тектонікою плит. Такі утворення на поверхні, як розломи, вулкани, гірські масиви та рифтові рівнини на Землі утворені в результаті руху плит по розплавленому шарі верхньої мантії. На Венері активний вулканізм сформував ланцюги гірських масивів, рифтових рівнин і рівнин, рельєф яких сформувався в результаті серії стиснень та розтягувань протягом тривалого часу, що називаються тессерами.
На відміну від Землі, тут деформації безпосередньо пов'язані з динамічними силами всередині мантії планети. Гравіметричні вимірювання вказують на те, що Венера не має астеносфери (шару з відносно малою в'язкістю, який сприяє горизонтальним переміщенням плит). Через відсутність астеносфери, деформації поверхні планети безпосередньо пов'язані з конвекційними переміщеннями всередині мантії планети. Тектонічні деформації на Венері відбуваються в різних масштабах, найменший з яких виражається в лінійних тріщинах чи розломах (у деяких місцях розломи утворюють сітку паралельних ліній). Непротяжні гірські хребти, характерні для Місяця та Марса, також нерідко зустрічаються на поверхні Венери. Ефекти обширного тектонізму проявляють себе у вигляді розломів, при яких частина кори Венери занурюється відносно навколишньої місцевості на нижчий рівень, через припідняті та опущені частини ландшафту поширюються тріщини. Радарні спостереження показують, що ці розломи шириною до кількох сотень кілометрів сконцентровані в екваторіальних областях, у високих південних широтах і пов'язані один з одним. Сформована таким чином сітка розломів покриває планету, визначаючи розподіл вулканів на поверхні. Рифти на Венері формувалися разом із розвитком літосфери і є групами западин від десятків до сотень метрів шириною й до 1000 км довжиною, які зазвичай пов'язані з великими вулканічними утвореннями у вигляді куполів, такими як області Бета, Атли та Ейстли. Ці височини, мабуть, є виходом магматичних плюмів на поверхню, що викликало їх підіймання, утворення тріщин і розломів та вулканізм.
Найвищі гори на планеті — гори Максвелла (на території землі Іштар) — були сформовані в результаті деформацій стиснення, розтягу та бокового руху. Інший тип цікавих географічних місць Венери розташовується у низовинах і включає «пояси гряд», які здіймаються на кілька сотень метрів над поверхнею та мають ширину до декількох сотень метрів і довжину до тисячі кілометрів. Основні скупчення цих поясів розташовані в районі рівнин Лавінії біля південного полюса та Аталанти — в районі північного.
Тессери можна виявити переважно в межах землі Афродіти, східної частини землі Іштар (тессера Фортуни) і в областях Альфа, Теллури[прояснити]. Ці області мають хребти, що перетинаються, та грабени. Формування тессер пов'язане з ранніми виверженнями базальтового матеріалу, що сформували рівнинну місцевість, яка згодом була деформована тектонічними процесами.

Передбачувана внутрішня будова Венери: у центрі планети розташоване залізне ядро, покрите мантією та літосферою.

## Внутрішня структура та магнітне поле
Кора Венери, ймовірно, має товщину 50 км і складається з силікатних порід. Мантія планети простягається приблизно на 3000 км у глибину, її хімічний склад, станом на 2011 рік, не був точно визначений. Оскільки Венера — планета земної групи, вважається, що вона має залізо-нікелеве ядро радіусом близько 3000 км.
Дані, отримані орбітальними апаратами АМС «Піонер-Венера», показують, що планета не має суттєвого магнітного поля. Оскільки для появи динамо-ефекту необхідна наявність провідника, що обертається, його відсутність може бути пояснена повільним обертанням планети з сидеричним періодом 243,7 діб. Тим не менше, за даними моделювання, цього повільного обертання повинно вистачати для появи динамо-ефекту і відсутність сучасного магнітного поля може пояснюватися лише відсутністю конвекції в ядрі. Оскільки конвективні процеси виникають між рідкими шарами небесного тіла за наявності значної різниці температур між ними і у випадку, коли радіаційного теплового переносу недостатньо для перевипромінювання тепла у навколишній простір, відсутність конвекції може означати, що або віддача тепла ядром в його сучасному стані обмежена, або планета не має внутрішнього ядра з вищою температурою.

## Руйнування кори в минулому
Вважається, що 300—500 млн років тому Венера зазнала події, яка призвела до повного оновлення кори планети або до перекриття її верхніх шарів мантійним матеріалом. Одним із можливих пояснень цього явища є гіпотеза про циклічність подібних подій, в результаті яких відбувається позбавлення від надлишків тепла, що накопичується в її внутрішніх шарах протягом тривалого часу. На Землі процес переносу тепла від центра до поверхні реалізується через тектоніку плит, яка не була виявлена на Венері. Таким чином, згідно з цією теорією, у своєму сучасному стані планета зазнає внутрішнього розігрівання через радіоактивний розпад елементів, що через деякий час призведе до нового періоду глобального базальтового вулканізму, який практично повністю покриє поверхню Венери новим магматичним матеріалом. Непрямим підтвердженням цієї теорії є те, що, незважаючи на близькі до земних параметри планети, вона практично позбавлена магнітного поля, а також виключно високе значення співвідношення дейтерію до протію в атмосфері. Перше може бути пояснено відсутністю віддачі тепла ядром Венери, друге може вказувати на те, що в недалекому минулому її атмосфера містила набагато більшу кількість води.

## Сучасні процеси на поверхні
Оскільки вода не може існувати в рідкому стані на поверхні, а її кількість в атмосфері незначна, ерозійні процеси на поверхні можуть бути викликані лише потоками лави при виверженнях, взаємодією поверхні з атмосферою, викидами матеріалу з поверхні при падінні великих метеоритів і при вибухових виверженнях. У двох останніх випадках викинута речовина — при її потраплянні у верхні шари атмосфери з сильними вітрами — відноситься у західному напрямку і випадає на поверхню, утворюючи зону осадів параболічної форми. Атмосферні ерозійні процеси поділяються на вітрову ерозію, яка при незначних вітрах на низькій висоті обумовлена великою густиною газу на поверхні, та на хімічну ерозію, яка обумовлена наявністю в атмосфері агресивних хімічних сполук, які вступають в реакції з поверхневими породами, що призводить до їх поступового руйнування. Оскільки швидкість цих процесів невелика, а поверхня доволі молода, більша її частина не вкрита осадовими породами. Скупчення таких порід відмічається лише в районах, що асоціюються з великими метеоритними ударами в минулому. В областях випадання подібних осадів були виявлені поля дюн, ярданги та осадові породи, які були організовані в лінійні структури наступною дією вітру. На основі даних АМС «Магеллан» було виявлено понад 60 таких параболічних зон осадів, які разом із участю інших ерозійних процесів утворюють найновіші риси ландшафту.

### Публікації в інтернеті
- (англ.) Grayzeck, Ed (2004). Venus Fact Sheet [Архівовано 10 березня 2016 у WebCite]. NASA. Retrieved July 11, 2005.
- (англ.) US Geological Survey, «Gazetteer of Planetary Nomenclature (Venus) [Архівовано 23 червня 2006 у Wayback Machine.]». Retrieved July 13, 2005
- (англ.) Vita-Finzi, C., Howarth, R.J., Tapper, S., and Robinson, C. (2004) «Venusian Craters and the Origin of Coronae [Архівовано 5 червня 2011 у Wayback Machine.]» Lunar and Planetary Science XXXV
- (англ.) Stofan, E.R., Hamilton, V.E., Janes, D.M., and Smrekar, S.E. (1997) «Coronae on Venus: Morphology and Origin» Venus II Bougher et al., eds., University of Arizona Press, Tucson, 1997

### Книги та статті
- (англ.) The Face of Venus. The Magellan Radar Mapping Mission, by Ladislav E. Roth and Stephen D. Wall. NASA Special Publication, Washington, D.C. June 1995 (SP-520).
- (англ.) Surface Modification on Venus as Inferred from Magellan Observations on Plains, by R. E. Ardvison, R. Greeley, M. C. Malin, R. S. Saunders, N. R. Izenberg, J. J. Plaut, E. R. Stofan, and M. K. Shepard. Geophisics Research 97, 13.303. (1992)
- (англ.) The Magellan Imaging Radar Mission to Venus, by W. T. K. Johnson. Proc. IEEE 79, 777. (1991)
- Planetary Landscapes, 3rd Edition, by R. Greeley. Chapman & Hall. (1994)